# Karma Samdrup
Karma Samdrup (chinois : 嘎玛桑珠; tibétain : ཀརྨ་བསམ་གྲུབ།, Wylie : karma bsam grub) est né le 8 mai 1968 dans le Xian de Gonjo de la préfecture de Qamdo dans la région autonome du Tibet en Chine.
Karma Samdrup est un homme d'affaires et défenseur de l'environnement tibétain. Il a créé en 2005 une ONG pour la protection de la réserve naturelle des Sources des trois rivières dans la préfecture autonome tibétaine de Yushu de la province de Qinghai. Plusieurs prix l'ont récompensé de ses actions en faveur de l'environnement. Il est emprisonné depuis janvier 2010.

## Biographie
En 2006 Karma Samdrup a été désigné « philanthrope de l'année » par la puissante chaîne de télévision chinoise CCTV pour son action en faveur de la protection des cours d'eau et « pour avoir su créer une harmonie entre les hommes et la nature ».
En janvier 2010 Karma Samdrup a été arrêté, alors qu'il faisait campagne pour la libération de ses frères, Chime Namgyal et Rinchen Samdrup. Avec son organisation environnementale, il militait contre le braconnage et pour la reforestation de la réserve. Il s'opposait ainsi à certains fonctionnaires corrompus qui chassent des espèces animales menacées. En juillet 2010, Karma Samdrup a été condamné à 15 années de prison pour « incitation au vol d'antiquités ». Catherine Baber membre d'Amnesty International a déclaré : « Le fait que cette famille soit prise pour cible alors qu'elle ne fait pas de politique montre que les autorités se sont engagées dans une spirale de répression alarmante. De telles actions en justice pourraient également remettre en cause le développement que connaît actuellement le militantisme écologique, dont le pays a si désespérément besoin. ».
La Tibétaine Woeser a indiqué à l'AFP : « ces condamnations font peur à de nombreux intellectuels tibétains », sans autres commentaires par « peur des représailles ».
Lors de son procès en juin 2010, Karma Samdrup a indiqué avoir fait l'objet de tortures au cours de ses six mois de prison